# Кринички (Софиевский район)
Кринички (укр. Кринички) — село, Марье-Дмитровский сельский совет, Софиевский район, Днепропетровская область, Украина.
Код КОАТУУ — 1225284107. Население по переписи 2001 года составляло 70 человек.

## Географическое положение
Село Кринички находится в 1,5 км от левого берега реки Саксагань, выше по течению на расстоянии в 2,5 км расположено село Ордо-Василевка, ниже по течению на расстоянии в 1,5 км расположено село Сергеевка. По селу протекает пересыхающий ручей с запрудой.